# Gare de Storlien
La gare de Storlien est une gare de Suède, à la frontière de la Norvège. La gare fait partie de la Mittbanan depuis Sundsvall et Östersund et se poursuit en Norvège par la ligne de Meråker jusqu'à Hell puis Trondheim. 
La gare est située dans la municipalité de Åre, à 3,5 km à l'est de la frontière. Elle est desservie par des trains régionaux entre Trondheim et Östersund, et par des trains de nuit à destination de Stockholm et de Göteborg. 
Située à 592 mètres d'altitude, Storlien est la gare la plus élevée de Suède.

## Histoire

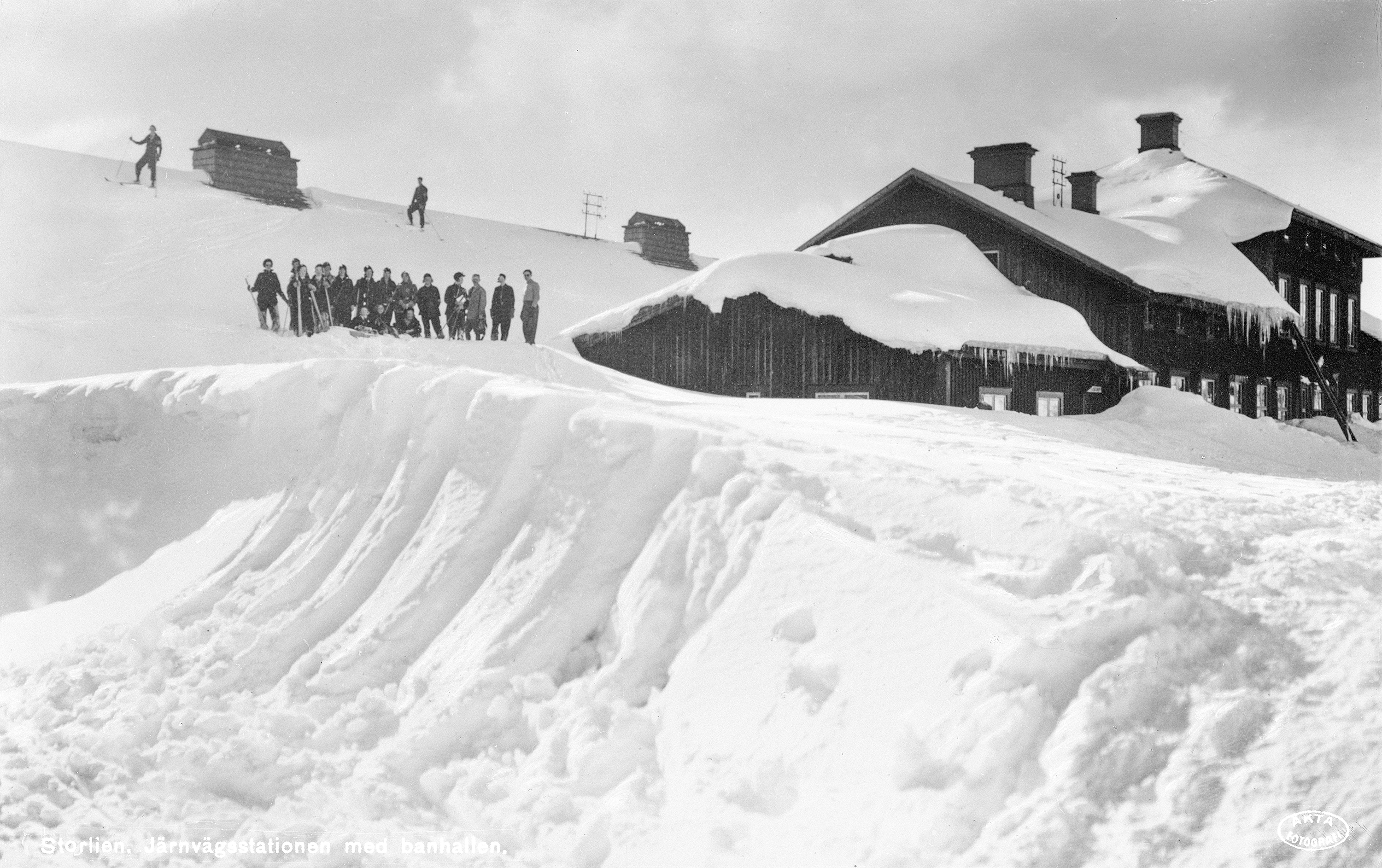
La gare enneigée, en 1920.

La gare a été inaugurée en 1882 par le roi Oscar II. Elle est construite selon les principaux dessins de l'architecte en chef de la SJ A.W. Edelsvärd. Avant la construction, Storlien était, dans les années 1870, devenu un centre de grande renommée pour son air propre. L'altitude de la ville a été considéré optimal du point de vue de la santé .
Selon la Nordisk familjebok en 1891 : "Storlien (est une) gare sur la ligne principale du Nord, la plus occidentale, près de la frontière, dans la paroisse d'Åre, Jämtland. Elle est située dans une vallée, à 590 m. au-dessus de la mer, sur une distance de 748 km. de Stockholm et 106 km. de
Trondhjem. En raison de l'air de la montagne d'une bénéfique clarté, le site est visité l'été par un grand nombre de personnes" .
La gare était dans un lieu désolé du pays. Un guide touristique de 1889 le décrit ainsi: "748 Kil. Storlien (1940 pi., restaurant ferroviaire, bons dîners), La dernière gare en Suède, est un endroit froid et désolé, avec presque aucune trace de végétation. Les wagons sont changés ici".